# اچ‌ام‌اس ترافالگار (۱۸۲۰)

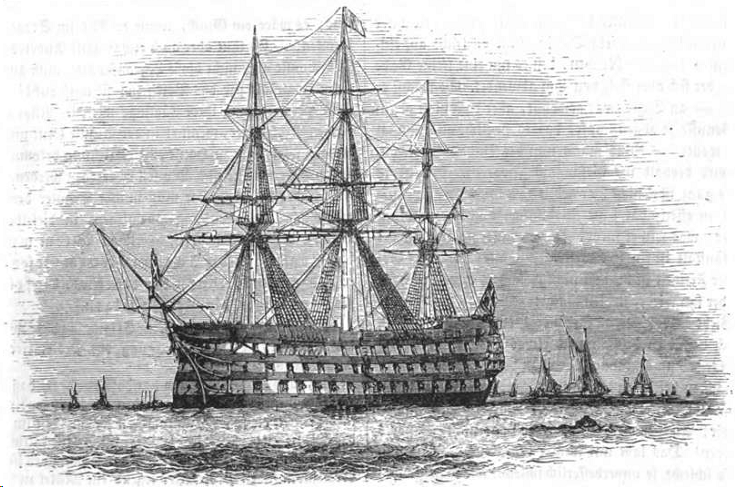
کمپردان 1843

اچ‌ام‌اس ترافالگار (۱۸۲۰) (به انگلیسی: HMS Trafalgar (1820)) یک کشتی بود که طول آن ۱۹۶ فوت (۶۰ متر) بود. این کشتی در سال ۱۸۲۰ ساخته شد.